# Norwich grófja
A Norwich grófja címet négyszer hoztak létre, háromszor az angol és egyszer a brit főnemességben.
A szócikk speciális jelölései
A szócikkhez szorosan kötődő főnemesi címek mellett előfordulhat a ( 1488 II) jelzés. Ez azt jelenti, hogy a nemesi címet a skót peerage-ben, főrendben hozták létre 1488-ban. Ez volt a cím második létrehozása. Gyakran csak a létrehozás sorszámát jelentő római számokat adjuk meg.

## A cím története
Bár a XII. századi krónikás, Orderic Vitalis, valamint más források időnként Norwich grófjaként („comes Nortguici”) említik Ralph de Gaëlt, hivatalos címe Kelet-Anglia grófja („Earl of East Anglia”) volt. Az ő grófi ága hivatalosan a Norfolk grófjainak első létrehozásaként tartják számon.
Az első létrehozás az angol főnemességben történt 1626-ban, amikor Edward Denny, Denny 1. bárója kapta meg a címet. Denny már korábban, 1604-ben, elnyerte Denny bárója címet, amely Waltham, Essex grófság területére szólt. Edward Denny  VIII. Henrik bizalmasának, Anthony Denny-nek volt az unokája. Mivel nem születtek fia, a cím 1630-ban kihalt.
A második létrehozás 1644-ben történt az angol főnemességben, amikor George Goring, Goring 1. bárója kapta meg a címet. Ő az angol polgárháború kiemelkedő királypárti parancsnoka volt. Apja a Sussexi Hurstpierpoint és Ovingdean környéki birtokos volt, anyja az 1626-os grófi cím első birtokosának húga, Anne Denny. George Goring 1628-ban kapta met Goring bárója címet ( 1628). Idősebb fia, George Goring, Lord Goring, szintén királypárti katonaként szerzett hírnevet a polgárháborúban, azonban apja előtt elhunyt. Így Norwich grófi címét fiatalabb fia, Charles örökölte második grófkánt. Mivel gyermektelen maradt, a cím 1671-ben kihalt.
Henry Howard, Castle Rising Howard 1. bárója ( 1669) 1672-ben, a harmadik létrehozással kapta meg a címet. Idősebb, fogyatékkal élő bátyja helyett ő látta el az Earl Marshal feladatait. 1677-ben örökölte nőtlen bátyja Norfolk hercege címét. Edward Howard, Norfolk 9. hercege 1777-es halálával, mivel nem volt férfi utódja, a Castle Rising bárói és Norwich grófi címek kihaltak.
A negyedik létrehozásnál 1784-ben Alexander Gordon, Gordon 4. hercege kapta meg a címet. Ugyanebben az évben Huntly bárója címet is megkapta, szintén a brit főnemességben. Alexander Gordon George Gordon Gordon 1. hercegének és Elizabeth Howardnak dédunokája volt. Elizabeth Howard az 1672-es létrehozás kedvezményezettjének, Henry Howardnak a leszármazottja volt. Alexander Gordon halála után fia, az 5. herceg követte, de nem született törvényes férfi utóda. Így halálával, 1836-ban, a következő címek kihaltak: Gordon hercege, Norwich grófja, Huntly bárója. A Huntly márkija és a skót címek viszont nem haltak ki, ezeket egy rokona, George Gordon, Aboyne 5. grófja örökölte. A további történelemért lásd Huntly márkija szócikket.

## A cím viselői

### Nowrwich grófja első létrehozás (1626)

Edward Denny, Norwich 1. grófjának címere

- Edward Denny (–1637), Norwich 1. grófja

### Nowrwich grófja második létrehozás (1644)
- George Goring (1585–1663), Norwich 1. grófja
- Charles Goring (1615–1671), Norwich 2. grófja

### Nowrwich grófja harmadik létrehozás (1672)
- Henry Howard (1628–1684), Norfolk 6. hercege, Norwich 1. grófja
- Henry Howard (1654–1701), Norfolk 7. hercege, Norwich 2. grófja
- Thomas Howard (1683–1732), Norfolk 8. hercege, Norwich 3. grófja
- Edward Howard (1686–1777),  Norfolk 9. hercege, Norwich 4. grófja

### Nowrwich grófja negyedik létrehozás (1784)
- Alexander Gordon (1743–1827), Gordon 4. hercege, Norwich 1. grófja
- George Gordon (1770–1836), Gordon 5. hercege, Norwich 2. grófja

## Fordítás
Ez a szócikk részben vagy egészben  az   Earl of Norwich című angol Wikipédia-szócikk ezen változatának fordításán alapul.  Az eredeti cikk szerkesztőit annak laptörténete sorolja fel. Ez a jelzés csupán a megfogalmazás eredetét és a szerzői jogokat jelzi, nem szolgál a cikkben szereplő információk forrásmegjelöléseként.